# Zelotes hummeli
Zelotes hummeli är en spindelart som beskrevs av Schenkel 1936. Zelotes hummeli ingår i släktet Zelotes och familjen plattbuksspindlar. Inga underarter finns listade i Catalogue of Life.